# ¡Sublime decisión!
¡Sublime decisión! es una obra de teatro en tres actos escrita por Miguel Mihura y estrenada en el Teatro Infanta Isabel de Madrid el 9 de abril de 1955.

## Argumento
Florita es la típica dama española de finales del siglo XIX, hacendosa y mujer de su casa. Sin embargo, un buen día decide emanciparse y probar suerte en el mundo laboral. Consigue un puesto de trabajo en un local de la Administración pública, sórdido y machista. Florita es criticada por todos aunque, finalmente, otras mujeres se unirán a ella y se abrirá una ventanilla pública atendida exclusivamente por señoras.

## Representaciones destacadas

### Teatro
- 1955, estreno. Intérpretes: Isabel Garcés, Irene Caba Alba, Pastor Serrador, Erasmo Pascual, Mariano Azaña, Irene Gutiérrez Caba, Julia Gutiérrez Caba, Rafaela Aparicio, Ana María Ventura, Emilio Gutiérrez.
- 1984. Intérpretes: Verónica Forqué, Margot Cottens, Ángel de Andrés, Pilar Bardem, Luis Barbero, Carmen Utrilla, Mimí Muñoz, Carmen Martínez Sierra, Marta Fernández Muro, Antonio Vico.
- 1991. Intérpretes: Emma Ozores, Encarna Abad, Luis Barbero, Queta Claver, Isabel Prinz, Francisco Racionero.

### Cine
- Sólo para hombres (1960). Dirección: Fernando Fernán Gómez. Intérpretes: Fernando Fernán Gómez, Analía Gadé.

### Televisión
- 1963, en el espacio de TVE Primera fila. Intérpretes: Julia Gutiérrez Caba, Fernando Delgado, José María Escuer, Modesto Blanch, Margarita Calahorra.
- 1969, en el espacio de TVE Teatro de siempre. Intérpretes: Mary Paz Ballesteros, José Franco, Alicia Hermida, Gerardo Malla, Amparo Valle.
- 1987, en TVE. Intérpretes: Verónica Forqué, Antonio Vico, Margot Cottens, Ángel de Andrés, Luis Barbero, Marta Fernández Muro.